# Carlos Baeza
Carlos Baeza es un director de series de televisión animadas estadounidense. Ha trabajado para Los Simpson, desde la tercera temporada hasta la quinta, y para Futurama, para la cual dirigió un episodio.

## Trabajos como director

### Episodios deLos Simpson
Ha dirigido los siguientes episodios de la serie: 
- Lisa's Pony
- Radio Bart
- Bart the Lover
- Treehouse of Horror III
- Selma's Choice
- So It's Come to This: A Simpsons Clip Show
- The Last Temptation of Homer
- Deep Space Homer
- Secrets of a Successful Marriage

### Episodios deFuturama
Ha dirigido el siguiente episodio:
- «Fear of a Bot Planet»